# Washington megye (Ohio)
Washington megye az Amerikai Egyesült Államokban, azon belül Ohio államban található. Megyeszékhelye és legnagyobb városa Marietta. Lakosainak száma 59 771 fő (2020. április 1.). Washington megye Noble, Pleasants, Monroe, Tyler, Wood, Athens és Morgan megyékkel határos.

## Népesség
A megye népességének változása:
| Lakosok száma | 61 683 | 61 572 | 61 466 | 61 310 | 61 112 | 59 771 |
|               | 2010   | 2011   | 2012   | 2013   | 2015   | 2020   |